# Брюссельская конференция (1937)
Брюссельская конференция — международный саммит стран подписавших «Договор девяти держав» во время Вашингтонской конференции 1921—1922 годов. Конференция проходила в бельгийской столице Брюсселе (отсюда название) с 3 по 24 ноября 1937 года. 
В западной историографии её иногда называют «Конференция девяти держав», что технически не совсем верно, так как Япония подписавшая Договор девяти (как и Германия, которая не его подписывала, но была приглашена) от участия в ней отказалась, и, кроме того, на Конференции помимо  Бельгии, Китая, Франции, Великобритании (включая делегатов от нескольких британских колоний), Королевства Италия, Нидерландов, Португалии и Соединённых Штатов Америки присутствовали также представители Боливии, Дании, Канады, Мексики, Норвегии, Швеции, Южно-Африканского Союза и СССР.
Приглашения на Конференцию были разосланы в конце октября 1937 года. Основной целью встречи являлось рассмотрение всевозможных «мирных средств» направленных на разрешение вооружённого конфликта между Китаем и Японией, разразившегося в июле 1937 года. 15 ноября, после двенадцати дней обсуждений страны-участницы сумели договориться лишь о подписании документа в котором выражалась «обеспокоенность происходящим» в регионе. Китай, при поддержке Советского Союза настаивал на введении против Японии жёстких экономических санкций, но большинство других стран не желали ещё большего обострения отношений с Японией
В итоге всё свелось к декларативным заявлениям, которые, как и в случае с «Договором девяти» никак не повлияли на политику Японии. Уже в ноябре — декабре 1937 японская армия провела наступление на Нанкин по реке Янцзы, не сталкиваясь с сильным сопротивлением. 12 декабря 1937 японская авиация совершила налёт на английские и американские корабли, стоявшие близ Нанкина. В результате была потоплена канонерская лодка «Panay», однако дипломатическими мерами нового конфликта удалось избежать. 13 декабря пал город Нанкин, правительство эвакуировалось в город Ханькоу, а японская армия в течение нескольких дней и ночей устраивала в городе кровавую резню гражданского населения, в результате которой погибло больше людей, чем при атомных бомбардировках Хиросимы и Нагасаки вместе взятых. 14 декабря 1937 года в Пекине было провозглашено создание марионеточного Временного правительства Китайской республики, контролировавшегося японцами. Война продолжала набирать обороты, а после начала Второй мировой войны подписанные в Брюсселе документы утратили всякий смысл.